# 佐洛塔廖夫卡
佐洛塔廖夫卡（羅馬化：Zolotaryovka）是俄罗斯奔萨州的市级镇，是该州奔萨区唯一的市级镇，地处奔萨州中东部，南侧靠近伏尔加河支流苏拉河上的苏拉河水库（Сурское вдхр.），在区行政中心孔多利村东北、州府奔萨东南方。附近的火车站有东北方约8公里处的什纳耶沃站。
该地2022年人口有2,103人；2010年人口2,630；2002年人口2,898；1989年人口3,293。